# The Villages (Florida)
The Villages es un lugar designado por el censo ubicado en el condado de Sumter en el estado estadounidense de Florida. En el Censo de 2010 tenía una población de 51.442 habitantes y una densidad poblacional de 618,31 personas por km².

## Geografía
The Villages se encuentra ubicado en las coordenadas 28°53′55″N 81°59′39″O / 28.89861, -81.99417. Según la Oficina del Censo de los Estados Unidos, The Villages tiene una superficie total de 83.2 km², de la cual 79.79 km² corresponden a tierra firme y (4.1%) 3.41 km² es agua.

## Demografía
Según el censo de 2010, había 51.442 personas residiendo en The Villages. La densidad de población era de 618,31 hab./km². De los 51.442 habitantes, The Villages estaba compuesto por el 98.19% blancos, el 0.61% eran afroamericanos, el 0.1% eran amerindios, el 0.66% eran asiáticos, el 0.02% eran isleños del Pacífico, el 0.12% eran de otras razas y el 0.29% pertenecían a dos o más razas. Del total de la población el 1.49% eran hispanos o latinos de cualquier raza.